# 大罗尔海姆
大罗尔海姆是德国黑森州的一个市镇。总面积19.56平方公里，总人口3700人，其中男性1879人，女性1821人（2011年12月31日），人口密度189人/平方公里。